# Wahlkreis Riesa I
Der Wahlkreis Riesa I war ein Landtagswahlkreis zur Landtagswahl in Sachsen 1990, der ersten Landtagswahl nach der Wiedergründung des Landes Sachsen. Er hatte die Wahlkreisnummer 20.
Der Wahlkreis umfasste einen Teil der Städte und Gemeinden des Landkreises Riesa : Bahra, Bloßwitz, Bobersen, Boritz, Gohlis, Heyda, Jacobsthal, Jahnishausen, Kreinitz, Leutewitz, Lorenzkirch, Mautitz, Mehltheuer, Nickritz, Paußnitz, Plotitz, Prausitz, Riesa, Röderau, Seerhausen, Stauchitz, Strehla und Zeithain.
Für die Landtagswahlen 1994 wurde auch infolge der Kreisreform die Wahlkreisstruktur verändert, zudem wurde die Zahl der Wahlkreise von 80 auf 60 verringert. Das Gebiet des Wahlkreises Riesa I wurde Teil des Wahlkreises Riesa-Großenhain 1.

## Ergebnisse
Die Landtagswahl 1990 fand am 14. Oktober 1990 statt und hatte folgendes Ergebnis für den Wahlkreis Riesa I:
| Direktkandidat | Partei (Kürzel) | Erststimmen (%) | Zweitstimmen (%) |
| -------------- | --------------- | --------------- | ---------------- |
|                | DA              | -               | 00,4             |
| Heiner Sandig  | CDU             | 45,0            | 48,4             |
|                | Chr. L          | -               | 00,3             |
|                | DBU             | 00,7            | 00,6             |
|                | DSU             | 05,5            | 02,7             |
|                | F.D.P.          | 05,9            | 04,8             |
|                | LL-PDS          | 14,2            | 12,2             |
|                | NPD             | -               | 00,8             |
|                | FORUM           | 06,3            | 05,5             |
|                | RAP             | -               | 00,2             |
|                | SHB             | -               | 00,2             |
|                | SPD             | 22,4            | 23,9             |

Es waren 51.301 Personen wahlberechtigt. Die Wahlbeteiligung lag bei 65,8 %. Von den abgegebenen Stimmen waren 3,5 % ungültig. Als Direktkandidat wurde Heiner Sandig (CDU) gewählt. Er erreichte 45,0 % aller gültigen Stimmen.